# Liste der Baudenkmale in Rangsdorf
In der Liste der Baudenkmale in Rangsdorf sind alle Baudenkmale der brandenburgischen Gemeinde Rangsdorf und ihrer Ortsteile enthalten. Grundlage ist die Landesdenkmalliste mit dem Stand vom 31. Dezember 2022.

## Legende
In den Spalten befinden sich folgende Informationen:
- ID-Nr.: Die Nummer wird vom Brandenburgischen Landesamt für Denkmalpflege vergeben. Ein Link hinter der Nummer führt zum Eintrag über das Denkmal in der Denkmaldatenbank. In dieser Spalte kann sich zusätzlich das Wort Wikidata befinden, der entsprechende Link führt zu Angaben zu diesem Denkmal bei Wikidata.
- Lage: die Adresse des Denkmales und die geographischen Koordinaten. Link zu einem Kartenansichtstool, um Koordinaten zu setzen. In der Kartenansicht sind Denkmale ohne Koordinaten mit einem roten beziehungsweise orangen Marker dargestellt und können in der Karte gesetzt werden. Denkmale ohne Bild sind mit einem blauen bzw. roten Marker gekennzeichnet, Denkmale mit Bild mit einem grünen beziehungsweise orangen Marker.
- Bezeichnung: Bezeichnung in den offiziellen Listen des Brandenburgischen Landesamtes für Denkmalpflege. Ein Link hinter der Bezeichnung führt zum Wikipedia-Artikel über das Denkmal.
- Beschreibung: die Beschreibung des Denkmales
- Bild: ein Bild des Denkmales und gegebenenfalls einen Link zu weiteren Fotos des Baudenkmals im Medienarchiv Wikimedia Commons

## Über die Gemeindegrenzen hinaus
| ID-Nr.                           | Lage                | Bezeichnung                            | Beschreibung | Bild                                   |
| -------------------------------- | ------------------- | -------------------------------------- | ------------ | -------------------------------------- |
| 09105929                         | (Lage)              | Königlich Preußische Militär-Eisenbahn | KME          | Königlich Preußische Militär-Eisenbahn |
| 09107110 Teilobjekt zu: 09105929 | Am Bahnhof 4 (Lage) | Bahnhofsempfangsgebäude                |              | BW                                     |

## Baudenkmäler in den Ortsteilen

### Groß Machnow
| ID-Nr.                           | Lage                     | Bezeichnung                               | Beschreibung | Bild               |
| -------------------------------- | ------------------------ | ----------------------------------------- | --- | ------------------ |
| 09105307                         | (Lage)                   | Dorfkirche                                | Die evangelische Kirche ist ein Feldsteinbau aus der ersten Hälfte des 13. Jahrhunderts. 1964 bis 1966 und am Ende der 1980er Jahre wurde die erneuert. Im Inneren befindet sich eine Hufeisenempore aus dem Jahre 1690 und ein Altaraufsatz aus Holz aus dem Jahre 1699. | weitere Bilder     |
| 09105160                         | Dorfstraße 11, 12 (Lage) | Gutshaus mit Wirtschaftsgebäuden und Park | Das Gutshaus wurde im Jahr 1815 von Jean Simon Coste im klassizistischen Stil der Gilly-Schule errichtet. Das eingeschossige Bau wurde auf einem hohen Sockelgeschoss errichtet.                                                                                          | weitere Bilder     |
| 09106600 Teilobjekt zu: 09105160 | Dorfstraße 11, 12 (Lage) | Herrenhaus                                | | Herrenhaus         |
| 09106601 Teilobjekt zu: 09105160 | Dorfstraße 11, 12 (Lage) | Uhrturm                                   | | Uhrturm            |
| 09106602 Teilobjekt zu: 09105160 | Dorfstraße 11, 12 (Lage) | Wohnhaus                                  | Das Wohnhaus befindet sich links vom ehemaligen Gutshaus. | Wohnhaus           |
| 09106603 Teilobjekt zu: 09105160 | Dorfstraße 11, 12 ()     | Wohnhaus                                  | | ein Bild hochladen |
| 09106604 Teilobjekt zu: 09105160 | Dorfstraße 11, 12 (Lage) | Brennerei                                 | Die Brennerei mit Schornstein und einem Satteldach wurde von 1886 bis 1900 im Stil des Klassizismus erbaut. | Brennerei          |
| 09106605 Teilobjekt zu: 09105160 | Dorfstraße 11, 12 (Lage) | Scheune                                   | Die Scheune ist eingeschossig, hat ein Krüppelwalmdach und ein Schornstein. | Scheune            |
| 09106606 Teilobjekt zu: 09105160 | (Lage)                   | Gutspark                                  | | Gutspark           |

### Klein Kienitz
| ID-Nr.   | Lage   | Bezeichnung | Beschreibung | Bild           |
| -------- | ------ | ----------- | --- | -------------- |
| 09105477 | (Lage) | Dorfkirche  | Die evangelische Kirche wurde um 1300 errichtet. Im Inneren eine Empore aus dem 19. Jahrhundert und ein Altaraufsatz aus dem 17. Jahrhundert. | weitere Bilder |

### Rangsdorf
| ID-Nr.                           | Lage                                                 | Bezeichnung | Beschreibung | Bild                                             |
| -------------------------------- | ---------------------------------------------------- | --- | --- | ------------------------------------------------ |
| 09105048                         | Walther-Rathenau-Straße 61-91, 101 (ungerade) (Lage) | Bücker-Flugzeugwerke und Reichssportflughafen, bestehend aus Einfliegerhalle mit Kontrollturm, Flugfeld, Produktionshalle I (Haupthalle), Produktionshalle II (Sonderbau), Produktionshalle III (Endmontage), Verwaltungsgebäude mit Werkseingang, Sozialgebäude, Kantinengebäude, Sportplatz, Bücker-Villa und Geschäftshaus (Walther-Rathenau-Straße) sowie drei Wohnhäusern und zwei Reihenhäusern (Walther-Rathenau-Straße) | siehe Bücker Flugzeugbau | weitere Bilder                                   |
| 09106539 Teilobjekt zu: 09105048 | Walther-Rathenau-Straße ()                           | Flugzeughangar & Tower | | ein Bild hochladen                               |
| 09106540 Teilobjekt zu: 09105048 | Walther-Rathenau-Straße ()                           | Flugfeld | | ein Bild hochladen                               |
| 09106541 Teilobjekt zu: 09105048 | Walther-Rathenau-Straße ()                           | Werfthalle | Produktionshalle I | ein Bild hochladen                               |
| 09106542 Teilobjekt zu: 09105048 | Walther-Rathenau-Straße ()                           | Werfthalle | Produktionshalle II | ein Bild hochladen                               |
| 09106543 Teilobjekt zu: 09105048 | Walther-Rathenau-Straße ()                           | Werfthalle | Produktionshalle III | ein Bild hochladen                               |
| 09106544 Teilobjekt zu: 09105048 | Walther-Rathenau-Straße 101 ()                       | Verwaltungsgebäude & Werkseingang | | ein Bild hochladen                               |
| 09106545 Teilobjekt zu: 09105048 | Walther-Rathenau-Straße ()                           | Gefolgschaftshaus | | ein Bild hochladen                               |
| 09106546 Teilobjekt zu: 09105048 | Walther-Rathenau-Straße ()                           | Kantinengebäude | Das Kantinengebäude liegt im Norden des Werksgeländes. | ein Bild hochladen                               |
| 09106547 Teilobjekt zu: 09105048 | Walther-Rathenau-Straße 91 ()                        | Villa | | ein Bild hochladen                               |
| 09106548 Teilobjekt zu: 09105048 | Walther-Rathenau-Straße 85, 87, 89 ()                | Wohnhaus | | ein Bild hochladen                               |
| 09106549 Teilobjekt zu: 09105048 | Walther-Rathenau-Straße 61-83 ()                     | Reihenhäuser | | ein Bild hochladen                               |
| 09106550 Teilobjekt zu: 09105048 | Walther-Rathenau-Straße ()                           | Sportplatz | Der Sportplatz liegt zwischen dem Werksgelände und den Wohnhäusern. Er wurde 1936 angelegt. | ein Bild hochladen                               |
| 09105037                         | Clara-Zetkin-Straße (Lage)                           | Friedhofskapelle, auf dem evangelischen Friedhof | | Friedhofskapelle, auf dem evangelischen Friedhof |
| 09105936                         | Clara-Zetkin-Straße 5a (Lage)                        | Schulbau mit Toilettenhäuschen | | Schulbau mit Toilettenhäuschen                   |
| 09107134 Teilobjekt zu: 09105936 | Clara-Zetkin-Straße 5a (Lage)                        | Toilettenhaus | Das Haus befindet sich auf dem Hof. | BW                                               |
| 09105475                         | Kirchweg 1 (Lage)                                    | Dorfkirche | Die evangelische Kirche wurde von 1888 bis 1890 erbaut. Der darin enthaltene Kanzelaltar aus dem Jahr 1717 stammt aus dem Vorgängerbau. | weitere Bilder                                   |
| 09106333 Teilobjekt zu: 09105475 | Kirchweg 1 (Lage)                                    | Glocke | Die Glocke wurde nach einer Datierung im Jahr 1590 gegossen. | BW                                               |
| 09105039                         | Puschkinstraße 3 (Lage)                              | Katholische Kirche St. Albertus Magnus | Die Kirchengemeinde gehört zum Pfarramt Mariä Unbefleckte Empfängnis in Zossen. Das Kirchengebäude entstand um 1890 als Umkleide- und Aufenthaltsraum für Gäste der benachbarten Kegelbahn. Es stand nach Abriss der Sportanlage bis 1921 leer, da hatte eine Bewohnerin des Ortes das Haus als Mausoleum für ihren verstorbenen Mann und den im Ersten Weltkrieg gefallenen Sohn nutzen dürfen. Ab 1934, als eine Umbettung auf den Friedhof stattfand, diente das kleine Gebäude erstmals als Ort für Gottesdienste beider Konfessionen. Nach dem Zweiten Weltkrieg befand sich im Ort ein heimatvertriebener katholischer Geistlicher, der das Haus zu einer Kapelle umgestalten ließ. Den heutigen Namen erhielt die Kapelle auf Veranlassung des Pfarrers von Zossen, wohin die Rangsdorfer Gemeinde gepfarrt wurde. Er bezieht sich auf den heiliggesprochenen Kirchenlehrer Albertus Magnus. Die Ausstattung stammt aus anderen Gotteshäusern, eine Orgel gibt es nicht. | Katholische Kirche St. Albertus Magnus           |
| 09107213                         | Seebadallee 50 (Lage)                                | Miniaturanlage „Rangssouci“ | | weitere Bilder                                   |
| 09107214 Teilobjekt zu: 09107213 | Seebadallee 50 (Lage)                                | Architekturmodell | Das Model zeigt die Garnisonskirche in Potsdam. | BW                                               |
| 09104215 Teilobjekt zu: 09107213 | Seebadallee 50 (Lage)                                | Architekturmodell & Landschaftsmodell | Schloss Sanssouci | Architekturmodell & Landschaftsmodell            |
| 09107216 Teilobjekt zu: 09107213 | Seebadallee 50 (Lage)                                | Architekturmodell | Es ist das Modell einer Galerie-Holländermühle. | BW                                               |
| 09105238                         | Seebadallee 59 (Lage)                                | Gerichts- und Spritzenhaus | 1892 erbaut, 1998 zum Wohn- und Geschäftshaus umgebaut | Gerichts- und Spritzenhaus                       |
| 09105237                         | Stauffenbergallee 6 (Lage)                           | Aeroclub von Deutschland | Das ehemalige Klubhaus wurde in den Jahren 1935/1936 erbaut, der Architekt war Ernst Sagebiel. Heute befindet sich dort das privates Gymnasium Seeschule. | Aeroclub von Deutschland                         |
| 09106135                         | Unter den Eichen 11 (Lage)                           | Wohnhaus Ludomer mit straßenseitiger Einfriedung | | Wohnhaus Ludomer mit straßenseitiger Einfriedung |
| 09105937                         | Waldhöhe 7 (Lage)                                    | Wohnhaus Krüger | Das Haus wurde 1930 im Stil des Neuen Bauens errichtet. Es ist ein kubischer Putzbau mit einem Flachdach. | Wohnhaus Krüger                                  |
| 09105918                         | Clara-Zetkin-Straße 5 a (Lage)                       | Brunnenplastik | Die Brunnenplastik befindet sich in der Clara-Zetkin-Straße 5, direkt vor der Grundschule. | Brunnenplastik                                   |

## Ehemalige Baudenkmale
| ID-Nr. | Lage                             | Bezeichnung        | Beschreibung | Bild |
| ------ | -------------------------------- | ------------------ | ------------ | --- |
|        | Rangsdorf Kurparkallee 27 (Lage) | Wohnhaus Baczewski |              | [[Vorlage:Bilderwunsch/code!/C:52.295986,13.425103!/D:Rangsdorf Kurparkallee 27, Wohnhaus Baczewski!/\|BW]] |